# كونغ لاو
كونغ لاو ((بالصينية: 空 佬)؛ (بالبينيين: Kōnglăo أو gōng lăo)) هو شخصية لعبة فيديو من سلسلة مورتال كومبات. كونغ لاو صديق مقرب لبطل السلسلة ليو كانغ، وكانوا معا الشخصيات الرئيسية للعبة العرضية مورتال كومبات: رهبان شاولين. اكتسب شعبية كبيرة.